# Хазал Филиз Кючюккёсе
 Хаза́л Фили́з Кючюккёсе (тур. Hazal Filiz Küçükköse; род. 2 февраля 1988; Мерсин, Турция) — турецкая актриса и  модель. Стала известна после главной роли в сериалах «Стужа» и «Чёрная любовь»

## Биография
Хазал Филиз Кючюккёсе родилась 9 февраля 1988 в  Мерсине, Турция. Девочка родилась в семье, где отец работал на ж/д станции, а мать посвятила себя в домашнее хозяйство. В семье Кючюккёсе было два мальчика (старшие братья Хазал) – Ахмет и Ферхат, и её сестра близняшка, Дениз.
Когда девушка окончила школу, для обучения в университете она выбрала факультет искусств. Там она доучилась до 3-го курса, после чего бросила и поступила на химический факультет. Во время учёбы в университете, Хазал начала изучать актерское мастерство, которое манило ее еще с детства. Но перед началом актерской карьеры, она занялась модельным бизнесом. Хазал начала сниматься для журналов. Потом она решила вести страничку в Facebook и выкладывать там свои фотографии с фотосессий. Однажды ее фотографии увидел известный телепродюсер. Ему очень понравилась Хазал и он ею заинтересовался. А потом решил предложить ей первую роль, в сериале «Морская звезда».

## Личная жизнь
Актриса носит двойное имя, но хочет чтобы ее называли Хазал.
Когда Хазал училась в школе, она занималась баскетболом, и думала связать спорт с профессией. Однако она получила травму ноги, и бросила эту затею. 
В 2009 году, на съёмках сериала «Морская звезда», девушка познакомилась с актером Туаном Туналы. Между актёрами завязались отношения, и спустя несколько лет, Туан сделал ей предложение. В тот день, он сказал, что дома прорвало водопровод, и попросил Хазал приехать, и помочь с уборкой. Когда она зашла в дом, обнаружила торт и своего возлюбленного, который стоял на колене, с кольцом в руках. Хазал расплакалась, сказала «да», и в 2014 году возлюбленные поженились. Однако в 2017 году пара развелась, после чего Туан подал на Хазал в суд, за нарушение пункта о конфиденциальности, их брачного договора. В данный момент актеры не общаются, и живут сами по себе. 
Ходили слухи, что актриса встречалась с коллегой по сериалу «Чёрная любовь», Кааном Урганджиоглу. Но обе стороны никак это не комментировали. А позже, пошли разговоры о том, что Хазал встречается с актером Джейхуном Менгироглу, что тоже не было подтверждено. 
В 2019 году Хазал начала встречаться с Альпом Гюлером, бизнесменом. В 2020 году они расстались. 
Актриса придерживается правильного образа жизни, что помогает ей иметь красивую фигуру и привлекательную внешность, даже без макияжа или пластики. Актриса пробует себя в таких видах спорта, как баскетбол, настольный теннис, пилатес и аэробика. Занимается фитнесом. Также, Хазал очень любит читать. 
Хазал является фанаткой футбольного клуба «Бешикташ». 
Актриса обожает животных и живет вместе с питомцами - кошкой Лили и собакой Мией.

## Фильмография
| Год       | Русское название         | Турецкое название        | Роль                        |
| --------- | ------------------------ | ------------------------ | --------------------------- |
| 2009-2010 | Морская звезда           | Deniz Yildizi            | Гёзде                       |
| 2011-2012 | Мое сердце выбрало тебя  | Kalbim Seni Seçti        | Ада                         |
| 2012      | Пропасть                 | Uçurum                   |                             |
| 2014      | Грешник                  | Günahkar                 | Аслихан                     |
| 2014      | Прости меня              | Beni Affet               | Лейла                       |
| 2015-2017 | Черная любовь            | Kara Sevda               | Зейнеп Сойдере (Козджуоглу) |
| 2017      | Сон                      | Rüya                     | Элиф Ардали                 |
| 2018      | Мехмед: Завоеватель мира | Mehmed: Bir Cihan Fatihi | Мелике                      |
| 2020      | Стужа                    | Zemheri                  | Беррак                      |
| 2022-     | Явуз                     | Yavuz                    | Хафса                       |
| 2022-     |                          | Bir Peri Masali          | Неслихан Кёксал             |

## Награды и номинации
| Год  | Турецкое название             | Русское название                         |
| ---- | ----------------------------- | ---------------------------------------- |
| 2016 | Magazin Gazetecileri Ödülleri | Лучшая актриса второго плана             |
| 2016 | Medya Ödülleri                | Лучшая актриса                           |
| 2017 |                               | Сияющая звезда. Пантин Золотая бабочка   |
| 2018 | Medya Ödülleri                | Сияющая звезда. Седьмая медийная награда |
| 2018 | Istanbul Moda Rehberi         | Лучшая актриса года                      |
| 2019 | Latina Turkish Awards         | Лучшая актриса                           |